# Ižorština
Ižorština (někdy také ingrijština či inkerština; ižorsky ižoran keeli, rusky ижорский язык, finsky inkeroisen kieli nebo jen inkeroinen) je ugrofinský jazyk, jímž mluví Ižorové v Ingrii. Název ingrijština není zcela vhodný, protože jako jméno jazyka koinciduje s ingrijskou finštinou, jazykem finské protestantské populace v Ingrii. Ižorština má dnes již jen velmi málo mluvčích a postupně vymírá (120 v Rusku k roku 2010, počet mluvčích v ostatních zemích je již staršího data – 19 v Estonsku a dva na Ukrajině). Je blízce příbuzná karelštině, byla však hodně ovlivněna finštinou, ruštinou a také votštinou.
Do 30. let minulého století neexistovaly žádné písemné památky. V letech 1932–1937 byl zaveden pravopis ižorského jazyka založený na upravené latince. Vyučoval se ve školách na Sojkinském poloostrově a v okolí ústí řeky Lugy. Bylo vydáno několik učebnic, včetně gramatiky jazyka v roce 1936. V roce 1938 přišel zákaz používání jazyka a organizace selsovětů (místních samospráv), kde se údajně ižorština používala jako spisovný jazyk, byla rozprášena. V roce 2003 ruský lingvista Vitalij Čerňavský (Čerňavskij) zreformoval pravopis a vydal učebnici pro samouky, ale používání jazyka je blízko zániku.

## Nářečí
Ižorštinu můžeme rozdělit na čtyři dialekty:
- Sojkinské nářečí – mluví se jim na Sojkinském poloostrově
- Kovašské nářečí – na území řeky Kovaši (Hevaa) – vymřelý
- Dolnolužské nářečí – na dolním toku řeky Lugy a v Kurole
- Hornolužské nářečí – v obcích Novinka a Tšatša, podél řeky Oreděže – vymřelý

## Abeceda a fonetika
V letech 1932–1937 se používala abeceda založená na upravené latince. Pořadí písmen přibližně odpovídá ruské azbuce.
| Velká písmena | A | Ä | B | V | G | D | E | Ƶ | Z | I | J | K | L | M | N | O | Ö | P | R | S | T | U | F | H | C | Ç | Ş | Ь |
| Malá písmena  | a | ä | b | v | g | d | e | ƶ | z | i | j | k | l | m | n | o | ö | p | r | s | t | u | f | h | c | ç | ş | ь |

Současná abeceda (2005) je také založena na latince, rozšířené o písmena š, ž, o spřežky ts, tš a o přehlásky ä, ö a ü. Pořadí písmen je podobné finské abecedě.
| Velká písmena | A | B | D | E | F | G | H | I | J | K | L | M | N | O | P | R | S | Š | T | TS | TŠ | U | V | Z | Ž | Ä | Ö | Ü |
| Malá písmena  | a | b | d | e | f | g | h | i | j | k | l | m | n | o | p | r | s | š | t | ts | tš | u | v | z | ž | ä | ö | ü |

Složení samohlásek se v ižorštině neliší od finštiny. Obsahuje samohlásky přední ä, ö, ü, střední e, i a zadní samohlásky a, o, u. Stejně jako ve finštině slova podléhají vokálové harmonii. Ta se uplatňuje tak, že typ samohlásek v koncovkách a znacích se řídí typem samohlásky v kořeni slova, proto přípony existují ve dvou variantách – s předními a zadními samohláskami. Hlásky e a i jsou z tohoto pohledu neutrální, ačkoliv formálně jsou typově předními samohláskami. U slov složených se varianta koncovky řídí poslední částí slova.
Ižorština obsahuje také množství dvojhlásek. Lze je rozdělit do čtyř skupin podle samohlásky na druhé pozici dvojhlásky:
- i skupina – ai, ei, oi, ui, äi, öi, üi
- e skupina – ae, ie, oe, ue, äe, üe
- u skupina – au, eu, iu, ou
- ü skupina – äü, eü, iü, oü

Ižorské souhlásky podobně jako v jiných baltofinských jazycích mají dvě významotvorné délky, krátkou a dlouhou (gemináty). Týká se to hlásek p, t, k, respektive pp, tt, kk. Další zvláštností ižorských souhlasek p, t, k a s, obdobně třeba jako v estonštině či finštině, je jejich různá výslovnost v závislosti na fonetickém okolí. Na začátku slova a vedle neznělých souhlásek uprostřed slova jsou realizovány jako neznělé silné okluzivy [p], [t], [k] a [s], v ostatních případech odpovídají poloznělým slabým okluzivám [B], [D], [G] a [Z].

## Gramatika

### Podstatná jména
Obecně u jmen, ižorština sdílí s baltofinskými jazyky absenci rodu, existenci tří gramatických pádů (nominativ, genitiv, partitiv) a 9 převážně adverbiálních pádů (illativ, inessiv, elativ, allativ, adessiv, ablativ, translativ, essiv a abessiv) a čísla jednotného a množného. Skloňování podstatných jmen a zájmen je v ižorštině značně nepravidelné, kořeny jmen často při morfologické derivaci podléhají hláskovým změnám (existence až 21 jmenných skloňovacích tříd) – např. 1. třída (sg. nom. maa, gen. maan, part. maata), 11. třída (sg. nom. uuz, gen. uuvven, part. uutta), 21. třída (sg. nom. illiine, gen. ilinehen, part. ilineeht). Při tvorbě adverbiální pádů může docházet ke změně kmenové souhlásky (p, t, k), např. slova s vokalickými kmeny tvoří tyto pády pomocí slabého vokalického kmene a příslušných koncovek – nom. katto, gen. kato-n, el. kato-st, trans. kato-ks atp., s výjimkou illativu a essivu, které se tvoří od silného vokalického kmene – nom. katto, gen. katon, part. katto-a, ill. katto-o, ess. kattoo-n.

### Přídavná jména
Adjektiva v ižorštině se skloňují podle stejných vzorů jako podstatná jména.
Stupňování je v komparativu pomocí znaku -mp, superlativ se tvoří analyticky pomocí zájmene kaik (vše) v partitivu a tvaru přídavného jména komparativu, např. kaikkea vanhemp – nejstarší.

### Zájmena
Stejně jako u jiných jmen, ani u zájmen ižorština nerozeznává rod, např. u třetí osoby jednotného a množného čísla (žádný uralský jazyk nerozlišuje mluvnický rod), ale rozlišuje, zda se jedná o životný nebo neživotný objekt.
| singulár               | plurál                   |
| miä – já               | möö – my                 |
| siä – ty               | töö – vy                 |
| hää – on/ona (život.)  | höö – oni/ony (život.)   |
| se – to/ono (neživot.) | neet – ta/ona (neživot.) |

Zájmena se skloňují podobně jako ostatní jména:
nom. miä, gen. miun, part. minnua
nom. siä, gen. siun, part. sinnua
nom. hää, gen. hänen, part. hännee
nom. see, gen. senen, part. sitä
nom. möö, gen. meijjen, part. meitä
nom. töö, gen. teijjen, part. teitä
nom. höö, gen. heijjen, part. heitä
nom. neet, gen. niijjen, part. niittä.

### Číslovky
Ižorština používá desítkovou číselnou soustavu.

#### Základní číslovky
Přehled základních číslovek:
| 1 – üks   | 6 – kuuz     |
| 2 – kaks  | 7 – seitsen  |
| 3 – kolt  | 8 – kaheksan |
| 4 – neljä | 9 – üheksan  |
| 5 – viiz  | 10 – kümmen  |

Vyšší číslovky se tvoří velmi pravidelně pomocí znaků od číslovek základních (-náct -toist, desítky -kümment, stovky -satta, tisíce -tuhatta): 11 – ükstoist, 20 – kakskümment, 300 – koltsattaa, 4000 – neljätuhatta. Číslovky se skloňují jako jména. Po číslovce následuje počítané v partitivu singuláru, mimo číslovku jedna, která je následována jménem v nominativu singuláru.

#### Řadové číslovky
I v řadových číslovkách panuje vysoká míra pravidelnosti. Všechny baltofinské jazyky tvoří atematicky pouze první dvě řadové číslovky, zbylé pak jednoduchou derivací: první – enzimäin, druhý – toin, třetí – kolma-az, čtvrtý – neljä-äz atp.

### Slovesa
Stejně jako u ostatních baltofinských jazyků, tak i v ižorštině existují krom časovaných forem i bohatá množství forem jmenných a infinitivních. Patří mezi ně příčestí minulá činná i trpná (příčestí I a II), a dva neurčitky (infinitiv I a II, skloňují se a pojí se pouze s určitými slovesy). Mezi časované formy patří aktivum (hää pessöö – myje), reflexiv (hää pessiiää – myje se), pasivum (hää pessää – je myt) a kondicionál (hää pessiz – myl by). Ty časovatelné formy mají všechny prézens, imperfektum a perfektum. Slovesné kořeny často při morfologické derivaci podléhají hláskovým změnám, ižorština má 15 slovesných časovacích tříd.
| 1. os. sg. | 2. os. sg. | 3. os. sg.       | 1. os. pl.  | 2. os. pl. | 3. os. pl           |  |
| prézens    |            |                  |             |            |                     |  |
| -n         | -t         | -V:,-p           | -(m)mA      | -ttA       | -V:, -tV:           |  |
| imperfekt  |            |                  |             |            |                     |  |
| -(z)i-n    | -(z)i-t    | -(z)i-V:,-(z)i-p | -(z)i-(m)mA | -(z)i-ttA  | -(z)i-V:, -(z)i-tV: |  |

miä annan (pres.) – miä annoin (imperf.); miä kutsun – miä kutsuin, miä haarvoin – miä haarvoin, miä teen – miä tein, miä rakennan – miä rakenzin, miä läkkään – miä läkkäizin.
Negativ se tvoří pomocí sklonného negativního slovesa (en, et, ei, emmä, että, evät) a eventuálně modifikovaného kořene slovesa: negativ prézentu miä en tee (negované sloveso je ve formě prostého kořene) – nedělám, negativ impefekta miä en teht (negované sloveso je v participiu minulém aktiva, v tzv. participiu I) – nedělal jsem, negativ kondicionálu miä en tekkiiz (negované sloveso je ve 3. os. sg. kondicionálu) – nedělal bych.

### Záložky a předložky
K vyjádření dalších vztahů ve větě využívá ižorština jak záložek, tak i předložek. Obojí se u každé záložky/předložky pojí se jmény v různých pádech, např. záložka eelee se pojí s genitivem, předložka ümpär s partitivem.